# Triblástico
Triblásticos são animais que possuem três tipos de tecidos: ectoderme, mesoderme e endoderme: do grego triplos - triplo, três e blastos - aquilo que germina
Triploblástico é uma designação para os animais que apresentam um terceiro folheto embrionário denominado mesoderme que se forma na gastrulação, originando os tecidos dos sistemas muscular e circulatório, das glândulas endócrinas e gônadas, em contraposição com os diblásticos, que só apresentam ectoderme e endoderme.
Os animais triploblásticos podem ser classificados em três grupos:
- Acelomados: o espaço situado entre a endoderme e a ectoderme é totalmente ocupado por um tecido originado da mesoderme, o mesênquima.
- Pseudocelomados: a cavidade que formaria o celoma é parcialmente revestida pela mesoderme (é revestida pela mesoderme e pela endoderme).
- Celomados: a cavidade é totalmente revestida pela mesoderme, situada entre a endoderme e a ectoderme, formando o celoma.

Um exemplo de seres triblásticos são os artrópodes.
Exemplos de animais acelomados: platelmintos
Exemplos de animais pseudocelomados: nematelmintos
Exemplos de animais celomados: moluscos, anelídeos, artrópodes, equinodermos e cordados